# Nazelles-Négron
Nazelles-Négron és un municipi francès, situat al departament de l'Indre i Loira i a la regió de Centre – Vall del Loira. L'any 2007 tenia 3.588 habitants.

## Demografia

### Població
El 2007 la població de fet de Nazelles-Négron era de 3.588 persones. Hi havia 1.538 famílies, de les quals 408 eren unipersonals (180 homes vivint sols i 228 dones vivint soles), 609 parelles sense fills, 405 parelles amb fills i 116 famílies monoparentals amb fills.
La població ha evolucionat segons el següent gràfic:
Habitants censats

### Habitatges
El 2007 hi havia 1.778 habitatges, 1.571 eren l'habitatge principal de la família, 85 eren segones residències i 123 estaven desocupats. 1.580 eren cases i 183 eren apartaments. Dels 1.571 habitatges principals, 1.127 estaven ocupats pels seus propietaris, 422 estaven llogats i ocupats pels llogaters i 22 estaven cedits a títol gratuït; 22 tenien una cambra, 110 en tenien dues, 274 en tenien tres, 537 en tenien quatre i 627 en tenien cinc o més. 1.100 habitatges disposaven pel capbaix d'una plaça de pàrquing. A 703 habitatges hi havia un automòbil i a 700 n'hi havia dos o més.

### Piràmide de població
La piràmide de població per edats i sexe el 2009 era:
| Homes | Edats   | Dones |
| ----- | ------- | ----- |
| 0     | 95 o +  | 8     |
| 4     | 90 a 94 | 4     |
| 24    | 85 a 89 | 44    |
| 24    | 80 a 84 | 52    |
| 72    | 75 a 79 | 68    |
| 84    | 70 a 74 | 92    |
| 128   | 65 a 69 | 120   |
| 96    | 60 a 64 | 100   |
| 96    | 55 a 59 | 108   |
| 152   | 50 a 54 | 116   |
| 164   | 45 a 49 | 164   |
| 112   | 40 a 44 | 136   |
| 140   | 35 a 39 | 112   |
| 112   | 30 a 34 | 84    |
| 96    | 25 a 29 | 124   |
| 108   | 20 a 24 | 48    |
| 132   | 15 a 19 | 140   |
| 80    | 10 a 14 | 100   |
| 100   | 5 a 9   | 76    |
| 100   | 0 a 4   | 72    |

## Economia
El 2007 la població en edat de treballar era de 2.266 persones, 1.646 eren actives i 620 eren inactives. De les 1.646 persones actives 1.509 estaven ocupades (799 homes i 710 dones) i 137 estaven aturades (59 homes i 78 dones). De les 620 persones inactives 325 estaven jubilades, 175 estaven estudiant i 120 estaven classificades com a «altres inactius».

### Ingressos
El 2009 a Nazelles-Négron hi havia 1.607 unitats fiscals que integraven 3.709,5 persones, la mediana anual d'ingressos fiscals per persona era de 18.702 €.

### Activitats econòmiques
Dels 200  establiments que hi havia el 2007, 4 eren d'empreses extractives, 2 d'empreses alimentàries, 5 d'empreses de fabricació de material elèctric, 22 d'empreses de fabricació d'altres productes industrials, 43 d'empreses de construcció, 41 d'empreses de comerç i reparació d'automòbils, 9 d'empreses de transport, 7 d'empreses d'hostatgeria i restauració, 1 d'una empresa d'informació i comunicació, 8 d'empreses financeres, 11 d'empreses immobiliàries, 27 d'empreses de serveis, 10 d'entitats de l'administració pública i 10 d'empreses classificades com a «altres activitats de serveis».
Dels 63 establiments de servei als particulars que hi havia el 2009, 1 era una oficina de correu, 1 una oficina bancària, 5 tallers de reparació d'automòbils i de material agrícola, 1 taller d'inspecció tècnica de vehicles, 9 paletes, 8 guixaires pintors, 13 fusteries, 5 lampisteries, 3 electricistes, 5 perruqueries, 3 veterinaris, 3 restaurants, 4 agències immobiliàries, 1 tintoreria i 1 saló de bellesa.
Dels 10 establiments comercials que hi havia el 2009, 1 era un hipermercat, 1 una botiga de més de 120 m², 2 fleques, 1 una fleca, 1 una carnisseria, 1 una botiga de congelats, 1 una peixateria, 1 una botiga de roba i 1 una botiga d'equipament de la llar.
L'any 2000 a Nazelles-Négron hi havia 30 explotacions agrícoles que ocupaven un total de 782 hectàrees.

## Equipaments sanitaris i escolars
Els 2 equipaments sanitaris que hi havia el 2009 eren farmàcies.
El 2009 hi havia 1 escola maternal i 1 escola elemental. Nazelles-Négron disposava d'un iceu d'ensenyament general

## Poblacions properes
El següent diagrama mostra les poblacions més properes.